# Сень (місто)

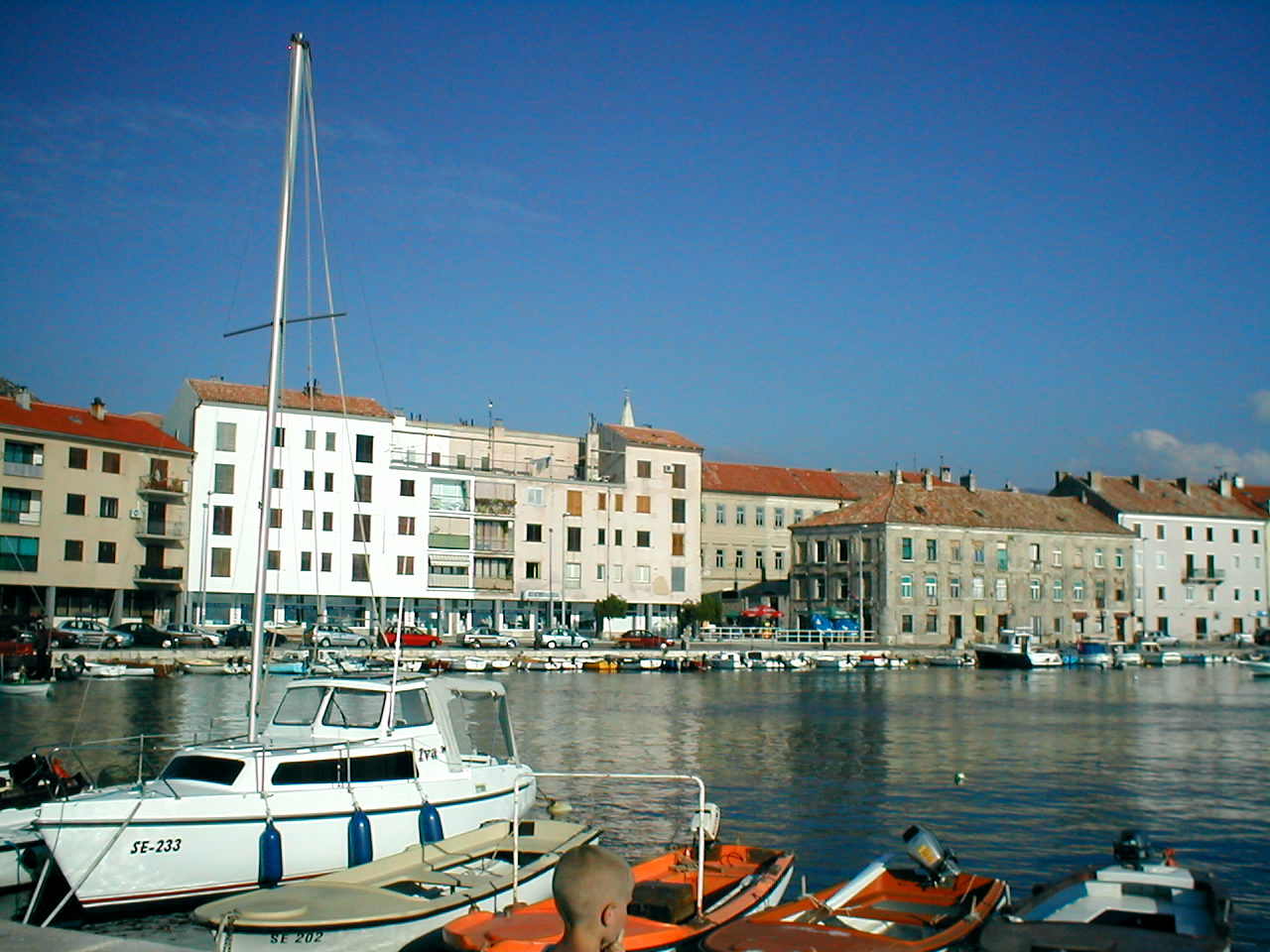
Гавань

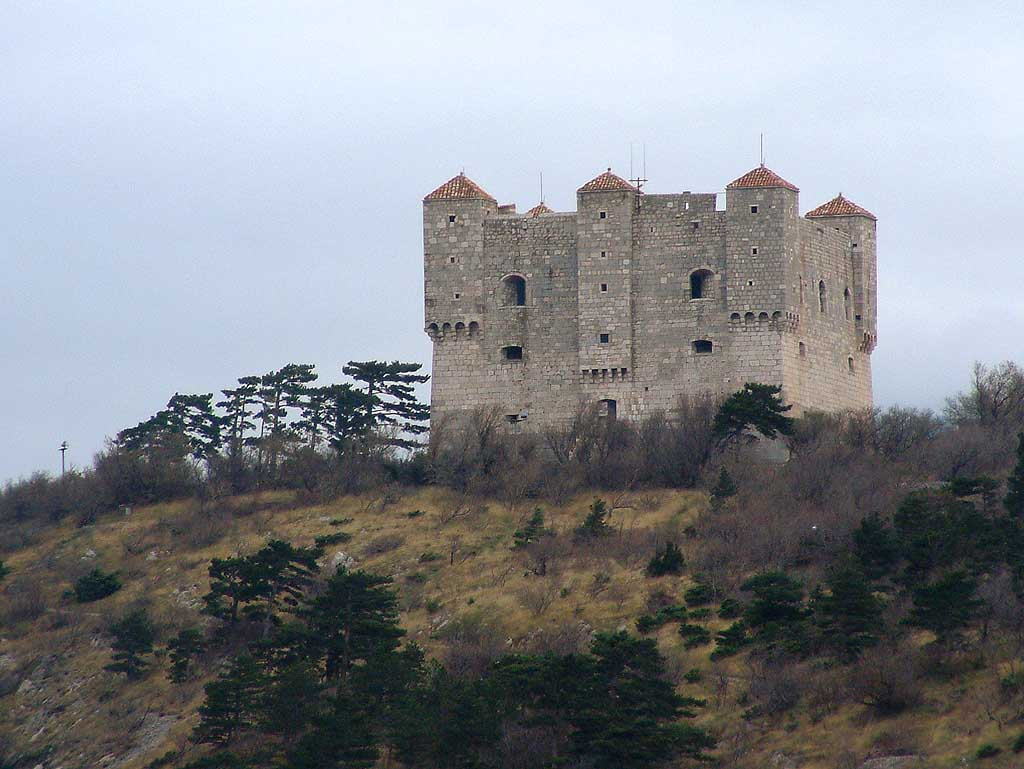
Фортеця Нехай

Сень (хорв. Senj, італ. Segna, нім. Zengg, лат. Senia) — місто в Хорватії, на Адріатичному узбережжі, в Ліцько-Сенській жупанії . Одне з двох найбільших міст провінції (разом з Госпичем).

## Загальні відомості
Сень розташований на Адріатичному шосе за 150 км на північ від Задара, за 22 км на південь від Нові-Вінодолскі і за 42 км на південь від Рієки.
Поруч з Сенем знаходиться перевал Вратник, що відокремлює гори Горського Котара від Велебіта. По той бік перевалу проходить шосе Загреб — Задар — Спліт (А1), сучасний автобан, що зв'язує узбережжі Адріатики з Загребом і континентальною Хорватією.
За 20 кілометрів на південь від Сеня знаходиться національний парк Північний Велебіт.
Природні умови навколо міста сприяють сильним вітрам, особливо північно-східному вітру «бора».
Сень — популярне туристичний місце. Також місто дуже популярне серед яхтсменів і любителів віндсерфінгу.
У середині серпня в Сені проводиться традиційний маскарадний карнавал, що привертає в місто велику кількість гостей.

## Історія

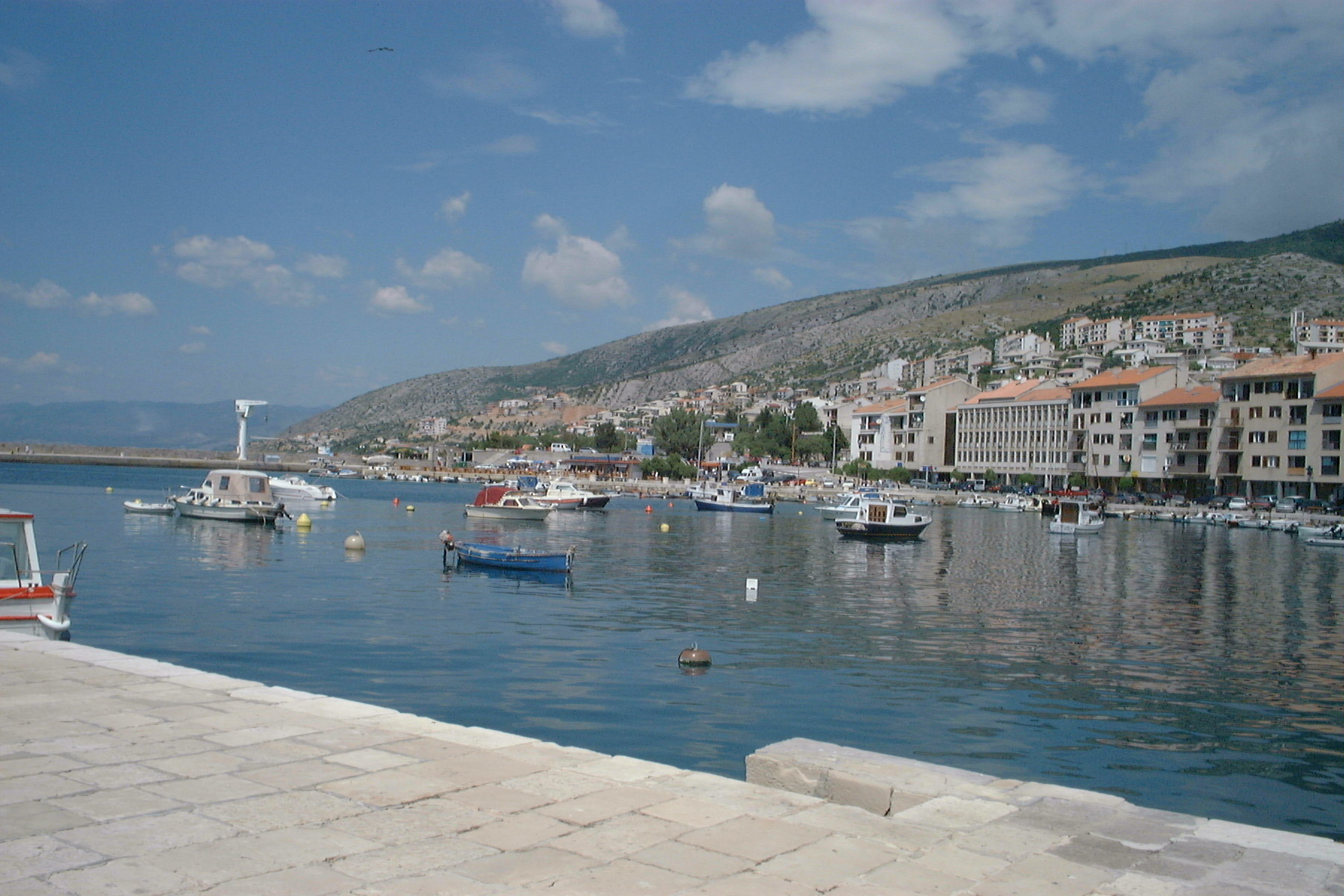
Сень

Поселення на місці міста існувало з доісторичних часів. Під ім'ям Аттіенітіс воно згадано в грецьких джерелах, що датуються IV століттям до н. е. При римлянах поселення отримало ім'я Сенія і використовувалося ними як фортеця у війнах проти іллірійців.
В VII ст. на далматинське узбережжя прийшли слов'яни, які асимілювали місцеве населення.
Єпархія в Сені заснована в 1169 р. В 1271 р. Сень став власністю могутньої княжої сім'ї Франкопанів.
У середні століття Сень разом з островом Крк був одним з головних центрів розвитку глаголичної писемності та церковного глаголичного обряду.
В XV ст. різко зросло військове значення Сеня, розташованого в стратегічному місці, перед перевалом Вратник, провідного вглиб Хорватії. Відбиваючи атаки, як венеційців, так і турків, місто витримало незліченну кількість облог. Для оборони Сеня в 1558 р. на навколишньому пагорбі була споруджена фортеця Нехай. Під час воєн з турками на морі Сень став столицею ускоків — знаменитих піратів-партизанів, яким Франкопани дозволили влаштуватися в місті, вважаючи їх союзниками у війнах проти турків і Венеції.
В XVII ст. Сень увійшов до складу Габсбурзької імперії, що сприятливо позначилося на рості і розвитку міста. Сень став одним з найбільших портів Адріатики, стрімко розвивалася торгівля, суднобудування. В XIX ст. після відкриття залізниці Карловац — Рієка значення Сеня як портового міста почало падати, основний вантажопотік перемістився в Рієку.
Після Першої світової війни Сень увійшов до складу Королівства сербів, хорватів і словенців, пізніше Королівства Югославія. У другу світову війну історичний центр міста серйозно постраждав від бомбардувань. Після другої світової війни місто стало частиною СФРЮ, а після її розпаду в 1991 р. став частиною незалежної Хорватії.

## Населення
Населення громади за даними перепису 2011 року становило 7 182 осіб. Населення самого поселення становило 4 810 осіб.
Динаміка чисельності населення громади:
Динаміка чисельності населення центру громади:

## Населені пункти
Крім поселення Сень, до громади також входять:
- Алан
- Билєвине
- Буниця
- Црний Кал
- Ябланаць
- Клада
- Красно
- Кривий Пут
- Луково
- Мелниці
- Мрзлий Дол
- Пиявиця
- Подбило
- Призна
- Сенська Драга
- Стариград
- Стиниця
- Столаць
- Света Єлена
- Светий Юрай
- Великі Брисниці
- Велюн-Приморський
- Волариці
- Вратаруша
- Вратник
- Врзичі

## Клімат
Середня річна температура становить 13,01°C, середня максимальна – 26,56°C, а середня мінімальна – -0,02°C. Середня річна кількість опадів – 1156,00 мм.
| Клімат поселення                              | Клімат поселення | Клімат поселення | Клімат поселення | Клімат поселення | Клімат поселення | Клімат поселення | Клімат поселення | Клімат поселення | Клімат поселення | Клімат поселення | Клімат поселення | Клімат поселення | Клімат поселення |
| Показник                                      | Січ.             | Лют.             | Бер.             | Квіт.            | Трав.            | Черв.            | Лип.             | Серп.            | Вер.             | Жовт.            | Лист.            | Груд.            |                  |
| Середній максимум, °C                         | 9,06             | 9,52             | 11,94            | 15,48            | 20,90            | 25,34            | 26,56            | 25,34            | 21,28            | 16,94            | 12,32            | 9,22             |                  |
| Середня температура, °C                       | 4,50             | 5,00             | 7,40             | 10,94            | 16,38            | 20,80            | 23,14            | 21,90            | 17,88            | 13,52            | 8,90             | 5,80             |                  |
| Середній мінімум, °C                          | −0,02            | 0,44             | 2,88             | 6,40             | 11,84            | 16,28            | 19,72            | 18,46            | 14,44            | 10,10            | 5,46             | 2,36             |                  |
| Норма опадів, мм                              | 86               | 76               | 79               | 83               | 84               | 89               | 54               | 71               | 133              | 146              | 143              | 112              |                  |
| Середньомісячна швидкість вітру, м/с          | 2.96             | 3.08             | 3.16             | 2.96             | 2.70             | 2.52             | 2.52             | 2.52             | 2.64             | 2.86             | 3.26             | 3.24             |                  |
| Середньомісячна сонячна радіація, кДж/м²·день | 4458             | 7195             | 10586            | 15274            | 19605            | 21273            | 23092            | 19945            | 14398            | 9208             | 4906             | 3749             |                  |
| --------------------------------------------- | ---------------- | ---------------- | ---------------- | ---------------- | ---------------- | ---------------- | ---------------- | ---------------- | ---------------- | ---------------- | ---------------- | ---------------- | ---------------- |
| Джерело:                                      |                  |                  |                  |                  |                  |                  |                  |                  |                  |                  |                  |                  |                  |

## Пам'ятки
- Фортеця Нехай (Nehaj) — символ міста. Будівництво фортеці закінчено в 1558 р. Зараз у фортеці — музей.
- Палац Вукасовічей — палац XIV ст. . Перебудований в XV ст. . Поєднує в собі елементи готики та ренесансу. Зараз в будівлі — міський музей.
- Кафедральний собор св. Марії- побудований в XII ст. .